# Бенаресский индуистский университет
Бенаресский индуистский университет, Бенаресский индусский университет (англ. Banaras Hindu University, санскр. काशी हिन्दू विश्वविद्यालय) — государственный университет в г. Варанаси, Индия. Один из самых известных индийских вузов. В рейтинге India Today за 2010 год занял 1-е место среди индийских вузов. Основан в 1916 году Маданом Моханом Малавией. Главный кампус, занимающий территорию в 5,5 км², был построен на земле, пожертвованной раджой Варанаси Каши Нарешем. Второй кампус, «Южный кампус имени Раджива Ганди», находится в округе Мирзапур в 80 км от Варанаси. В Бенаресском университете обучается около 15 000 студентов, работает библитотека.

## Выпускники и преподаватели
- Голвалкар, Мадхав Садашив[1]
- Патнаик, Джанаки
- Шриватса Госвами
- Шастри, К. А. Нилаканта